# 1974년 뉴욕 영화 비평가 협회상
제40회 뉴욕 영화 비평가 협회상은 1974년 영화를 대상으로 하는 시상식이다.

## 수상 및 후보

### 작품상
- 나는 기억한다

### 감독상
- 나는 기억한다 - 페데리코 펠리니 수상

### 각본상
- 고독한 여심 - 잉그마르 베르히만 수상

### 여우주연상
- 리브 울만 수상

### 남우주연상
- 차이나타운 - 잭 니콜슨 수상
- 마지막 지령 - 잭 니콜슨 수상

### 여우조연상
- 레니 - 발레리 페린 수상

### 남우조연상
- 스타비스키 - 샤를르 보와이에 수상

### 특별상
- Fabiano Canosa 수상